# Tablice rejestracyjne w Azerbejdżanie
Tablice rejestracyjne w Azerbejdżanie były wprowadzone w 1980 r., kiedy Azerbejdżan był republiką ZSRR. Podobnie jak w Kirgistanie, radzieckie tablice były wciąż stosowane między 1991 r. (rok w którym państwo uzyskało niepodległość) a 1992 r. Obecny format tablic powstał w 1993.

## Wzory tablic

### 1980-1992
Między 1980 a 1992 azerskie tablice podlegały normie GOST 3207-77. Wzór sekwencji alfanumerycznej to: x #### ХХ – gdzie x jest małą literą cyrylicy; # jest cyfrą z zakresu 0–9; i XX to dwie litery cyrylicy określające miejsce rejestracji pojazdu, choć zasadniczo tylko Górski Karabach był rejonem, który miał własny wyróżnik; wszystkie inne kody tylko potwierdzały, że pojazd pochodził z Azerbejdżańskiej SRR, ale nie identyfikowały konkretnej miejscowości.
| н 9401 АЗ |

#### Spis kodów
| Kod | Rejon                 |
| --- | --------------------- |
| АГ  | Azerbejdżańska S.R.R. |
| АЖ  | Azerbejdżańska S.R.R. |
| АЗ  | Azerbejdżańska S.R.R. |
| НК  | Górski Karabach       |

### 1993

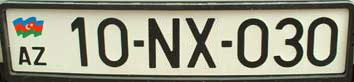
Azerbejdżanska tablica rejestracyjna serii obecnej, wydana w Baku

W 1993 r. wprowadzono obecny format tablic, który nieco przypomina europejski standard, dzięki zmianie w ich wymiarach i zastosowanie niemieckiej czcionki DIN 1451 i alfabetu łacińskiego. Inna znaczna zmiana to obecność flagi Azerbejdżanu i litery AZ po lewej stronie tablicy. Sekwencja alfanumeryczna w obecnym formacie to: ##-XX-### – gdzie # jest cyfrą z zakresu 0–9; a X to dana litera z zakresu A–Z. Pierwsze dwie cyfry oznaczają miejsce rejestracji pojazdu.

#### Spis kodów
- 01 – rejon Abşeron
- 02 – rejon Ağdam
- 03 – rejon Ağdaş
- 04 – rejon Ağcabədi
- 05 – rejon Ağstafa
- 06 – rejon Ağsu
- 07 – rejon Astara
- 08 – rejon Balakən
- 09 – rejon Bərdə
- 10 – Baku
- 11 – rejon Beyləqan
- 12 – rejon Biləsuvar
- 14 – rejon Cəbrayıl
- 15 – rejon Cəlilabad
- 16 – rejon Daşkəsən
- 17 – rejon Dəvəçi
- 18 – Szyrwan
- 19 – rejon Füzuli
- 20 – Gandża
- 21 – rejon Gədəbəy
- 22 – rejon Goranboy
- 23 – rejon Göyçay
- 24 – rejon Hacıqabul
- 25 – rejon Göygöl
- 26 – Stepanakert
- 27 – rejon Xaçmaz
- 28 – rejon Xocavənd
- 29 – rejon Xızı
- 30 – rejon İmişli
- 31 – rejon İsmayıllı
- 32 – rejon Kəlbəcər
- 33 – rejon Kürdəmir
- 34 – rejon Qax
- 35 – rejon Qazax
- 36 – rejon Qəbələ
- 37 – rejon Qobustan
- 38 – rejon Qusar
- 39 – rejon Qubadlı
- 40 – rejon Quba
- 41 – rejon Laçın
- 42 – Lenkoran
- 43 – rejon Lerik
- 44 – rejon Masallı
- 45 – Mingeczaur
- 46 – Naftalan
- 47 – rejon Neftçala
- 48 – rejon Oğuz
- 49 – rejon Saatlı
- 50 – Sumgait
- 51 – rejon Samux
- 52 – rejon Salyan
- 53 – rejon Siyəzən
- 54 – rejon Sabirabad
- 55 – rejon Şəki
- 56 – rejon Şamaxı
- 57 – rejon Şəmkir
- 58 – rejon Şuşa
- 59 – rejon Tərtər
- 60 – rejon Tovuz
- 61 – rejon Ucar
- 62 – rejon Zaqatala
- 63 – rejon Zərdab
- 64 – rejon Zəngilan
- 65 – rejon Yardımlı
- 66 – Yevlax
- 67 – rejon Babək
- 68 – rejon Şərur
- 69 – rejon Ordubad
- 70 – Nachiczewańska Republika Autonomiczna
- 71 – rejon Şahbuz
- 72 – rejon Culfa
- 85 – Nachiczewańska Republika Autonomiczna
- 90 – Baku
- 99 – Baku

## Serie specjalne
- Pojazdy rządowe są wyróżniane literami AA (np. 10-AA-305).
- Pojazdy administracji prezydenckiej są wyróżniane kodem PA.
- Przyczepy są wyposażane w tablice zwykłego formatu, ale nie są stosowane myślniki (np. 35 HX 101).
- Pojazdy dyplomatyczne są wyposażone czerwonymi tablicami z białymi cyframi, wzoru: D ### ##AZ – gdzie D jest wąską literą „D” (podobna w charakterze do tej na tablicach francuskich); # jest cyfrą w przedziale 0–9; a AZ to litery „AZ” wykonane w mniejszym rozmiarze od zwykłych. W tym formacie, litera „D” podkreśla, że jest to wóz dyplomatyczny, a następujące trzy cyfry identyfikują ambasadę (np. 007 należy do ambasady niemieckiej); ostatnie dwie cyfry są seryjne[1].

- Pojazdy należące do przedsiębiorstw bądź osób zagranicznych są wyróżniane tablicami wyglądającymi podobnie do dyplomatycznych, tyle że pierwszą literą jest H i tło tablicy jest żółte[1].